# Blucksberg Mountain
Blucksberg Mountain es un lugar designado por el censo ubicado en el condado de Meade en el estado estadounidense de Dakota del Sur. En el Censo de 2010 tenía una población de 462 habitantes y una densidad poblacional de 267,03 personas por km².

## Geografía
Blucksberg Mountain se encuentra ubicado en las coordenadas 44°21′34″N 103°27′14″O / 44.35944, -103.45389. Según la Oficina del Censo de los Estados Unidos, Blucksberg Mountain tiene una superficie total de 1.73 km², de la cual 1.73 km² corresponden a tierra firme y (0%) 0 km² es agua.

## Demografía
Según el censo de 2010, había 462 personas residiendo en Blucksberg Mountain. La densidad de población era de 267,03 hab./km². De los 462 habitantes, Blucksberg Mountain estaba compuesto por el 96.1% blancos, el 0% eran afroamericanos, el 3.03% eran amerindios, el 0% eran asiáticos, el 0% eran isleños del Pacífico, el 0.43% eran de otras razas y el 0.43% pertenecían a dos o más razas. Del total de la población el 1.52% eran hispanos o latinos de cualquier raza.